# لو كي
لو كي (بالإنجليزية: Low Ki)‏ هو مصارع محترف أمريكي، ولد في 6 سبتمبر 1979 في بروكلين في الولايات المتحدة.

## وصلات خارجية
- لو كي على موقع WrestlingData.com (الإنجليزية)
- لو كي على موقع CageMatch worker (الإنجليزية)
- لو كي على موقع قاعدة بيانات المصارعة على الإنترنت (الإنجليزية)
- لو كي على موقع عالم المصارعة على الإنترنت (الإنجليزية)

- الموقع الرسمي
- لو كي على موقع IMDb (الإنجليزية)
- لو كي على موقع قاعدة بيانات الفيلم (الإنجليزية)